# Physoderma gerhardtii
Physoderma gerhardtii är en svampart som beskrevs av J. Schröt. 1886. Physoderma gerhardtii ingår i släktet Physoderma och familjen Physodermataceae.   Inga underarter finns listade i Catalogue of Life.